# Gamlehaugen
Gamlehaugen est la résidence de la famille royale norvégienne lorsque celle-ci séjourne à Bergen. Le bâtiment fut construit en 1900 pour le premier ministre Christian Michelsen avant de devenir propriété d'État, résidence royale et musée en 1925.
Gamlehaugen se trouve à Fjøsanger, sur les bords du Nordåsvatnet, à environ 6 kilomètres du centre de Bergen et à quelques centaines de mètres de la stavkirke de Fantoft.